# استاپ‌اور (کنتاکی)
استاپ‌اور (به انگلیسی: Stopover) یک منطقهٔ مسکونی در ایالات متحده آمریکا است که در شهرستان پایک، کنتاکی واقع شده‌است. استاپ‌اور ۳۳۸٫۰۳ متر بالاتر از سطح دریا واقع شده‌است.